# Léon de Lange
L.A. (Léon) de Lange (Den Helder, 1981) is een Nederlandse bestuurder en D66-politicus. Sinds 19 mei 2021 is hij burgemeester van Landsmeer.

## Biografie
De Lange is van jongs af aan actief geweest in de muziek. Eerst in de lokale drumband en fanfare, later als beroepsmusicus in een orkest van de Koninklijke Landmacht. Na beroepsmusicus te zijn geweest ging hij de organisatiekant op. Hij had uiteindelijk een internationaal impresariaat waar hij onder andere met Lucas en Arthur Jussen, Quirine Viersen en Remy van Kesteren heeft gewerkt. De Lange werd na de gemeenteraadsverkiezen van 2018 lid van de gemeenteraad van Weesp en de fractievoorzitter van D66. Vanaf 9 mei 2018 was hij wethouder van Weesp.
De Lange werd op 2 maart 2021 voorgedragen als nieuwe burgemeester van Landsmeer. Op 19 april 2021 werd de voordracht overgenomen door de minister van Binnenlandse Zaken en Koninkrijksrelaties zodat hij middels koninklijk besluit met ingang van 19 mei 2021 benoemd kon worden. Op die dag vond ook de installatie plaats en werd hij beëdigd door de commissaris van de Koning in Noord-Holland, Arthur van Dijk.
De Lange is getrouwd; zijn vrouw speelt altviool in de Amsterdam Sinfonietta. Samen hebben ze vier kinderen.